# Compañía interbrigadista ucraniana Tarás Shevchenko
La Compañía ucraniana interbrigadista Taras Shevchenko (en ucraniano: Українська рота інтербригад імені Тараса Шевченка) fue una formación ucraniana, que participó en la Guerra civil española en el bando republicano. Estaba compuesta por los ucranianos ciudadanos de Polonia (habitantes de Galitzia y Volinia), quienes fueron miembros del Partido Comunista de Ucrania Occidental.

## Prehistoria
En el espacio público de Ucrania Occidental, la Guerra civil española se convirtió en el foco de atención en agosto de 1936. Naturalmente, el Partido Comunista de Ucrania Occidental mostró un mayor interés en el conflicto. Anteriormente, en mayo de 1936, la intelectualidad progresista de la región condenó el fascismo y expresó el apoyo general a España Republicana en el Congreso antifascista de Leópolis.
Bajo consignas similares, en el otoño, se celebran las manifestaciones en Leópolis, Lutsk, Stryi, Stanislav, Rogatyn, Rava-Ruska y Ternópil. Al mismo tiempo, siendo impresionado por la lucha de la República, el escritor leopoliense Stepan Tudor escribió una canción-marcha “Passionaria”.
El 20 de septiembre de 1936, en Leópolis, se celebró una concentración de miles de trabajadores de la construcción, que declararon su solidaridad con el pueblo español y luego, el 3 de octubre de 1936, se realizó una velada de la poesía obrera, donde se presentó la obra "La revolución en España".
Tuvieron un gran éxito las acciones de recaudación de fondos en apoyo del gobierno de Madrid: solo en septiembre-diciembre de 1936 en Galitzia se recaudaron 45 mil zlotys. Pero la ayuda principal a la República Española fue provista por los soldados ucranianos internacionalistas.t

## Primeros ucranianos en España
Los primeros miembros del Partido Comunista de Ucrania Occidental llegaron a España en agosto de 1936. 37 nativos de Ucrania Occidental quienes trabajaban como mineros en Bélgica y Francia vinieron para dar apoyo a sus camaradas españoles. Después de ellos 180 voluntarios más de Galitzia y Volinia cruzaron la frontera polaco-checoslovaca y vinieron a España. La cantidad de los nativos de Ucrania Occidental creció hasta llegar a mil personas, pero ellos no tenían sus propias unidades. Muchos interbrigadistas vinieron desde el otro lado del océano: solo desde Canadá vinieron 498 voluntarios de origen europeo oriental, de los cuales, la mayoría eran polacos y ucranianos.

## Historia de la compañía

### Apariencia
El 8 de julio de 1937 la dirigencia del Partido Comunista de Ucrania Occidental formó la Compañía de las brigadas internacionales nombrada después de Tarás Shevchenko, que se convirtió en parte de la XIII Brigada Internacional (conocida también como Brigada Dombrowski). Según los contemporáneos, la compañía reclutó a las personas que estaban llenas de heroísmo y disposición para el autosacrificio. La llamaban un monumento al gran "poeta revolucionario" ucraniano. El periódico de la brigada “Dambrowchik” escribió muchos artículos sobre los soldados de la compañía. Su primer comandante fue el bielorruso Stanislav Tomashevich, y Pavel Ivanovich, un emigrante de Francia, que se convirtió en el subcomandante de la compañía.

### Camino combativo

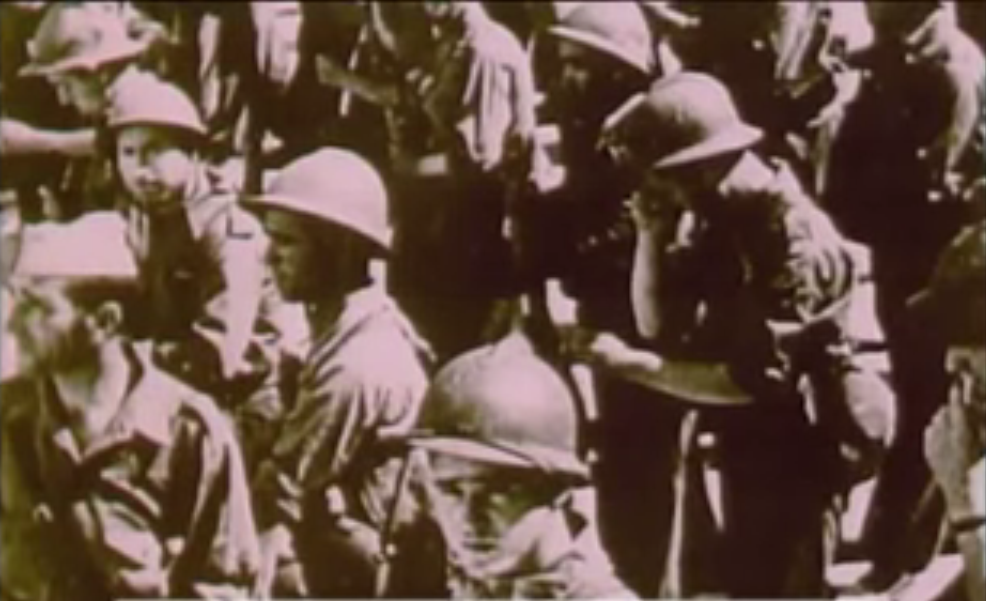
La compañía Taras Shevchenko en la marcha.

Su bautismo combativo tuvo lugar en la batalla de Brunete al oeste de Madrid. La caballería marroquí fue derrotada por los ucranianos y los polacos. Además las posiciones de los franquistas fueron capturadas por ellos bajo Villafranca del Castillo y Romanillos de Atienza. En esas batallas crueles, la compañía perdió la mitad de su personal.
En el frente de Aragón, el 25 de agosto de 1937, los ucranianos rompieron la defensa de los italianos, irrumpieron en la retaguardia y avanzaron 10 kilómetros. En batallas prolongadas, los combatientes de la compañía pelearon con las fuerzas enemigas que los superaban en número y calidad de armas. Tanto así que a menudo los soldados ucranianos se quedaban sin municiones en pleno enfrentamiento. El comisario de la compañía Nazar Demyanchuk (nativo de Volinia, que vivía en Canadá), los valerosos luchadores Vasyl Lozovy, Yosyp Konovalyuk, Valentyn Pavlusevich, Yosyp Petrash se distinguieron con valentía y heroísmo en esos eventos. Algunos presos de las cárceles polacas (Dmytro Zakharuk y Symon Krayevsky, nativos de la región de Stanislav, prisioneros de la prisión de Dubno en Volinia) huyeron de la prisión y llegaron a España para ayudar a sus camaradas.
Los soldados de la compañía recibieron medallas y órdenes por los comandantes de la brigada y el Comisariado General Interbrigadista. A finales de 1937 se inició la publicación del periódico "Lucha" (el nombre original “Боротьба”) en idioma ucraniano, donde se publicaban las poesías de Taras Shevchenko y los artículos sobre las páginas más gloriosas de la compañía. Para los reclutas en Albacete se publicaba el periódico "Noticias de Ucrania Occidental" (el nombre original “Вісті із Західної України”).

### Últimos días de la compañía

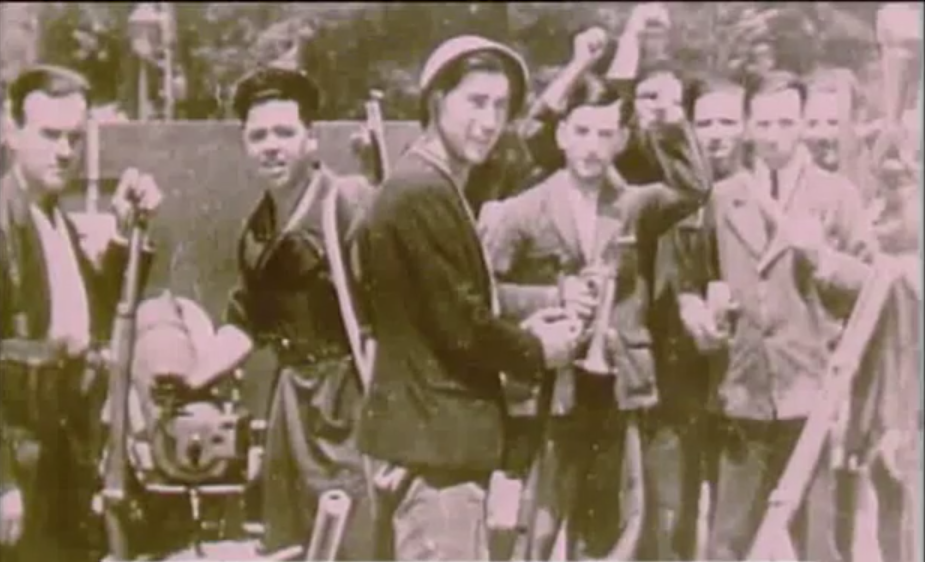
Los interbrigadistas ucranianos.

En diciembre de 1937 - febrero de 1938, la compañía luchó por la Sierra Quemado en una terrible ventisca: a una altitud de 2 mil metros, resistieron los ataques durante las Batallas de Teruel. Pudieron capturar una gran cantidad de armas falangistas: rifles, pistolas y varios camiones armados. Los hermanos Policarp y Symon Krayevsky, por sus propias manos, con ametralladoras destruyeron dos escuadrones, capturando sus posiciones. En esas batallas cayeron el comandante de la compañía Stanislav Tomashevich, el comisario político Nazar Demyanchuk, sargento Seradzsky y Policarp Krayevsky.
En marzo de 1938 la compañía estuvo rodeada en el frente andaluz y cuatro veces logró romper el anillo, a pesar de los interminables ataques de los fascistas en las alturas cerca de Caspe. En esas batallas cayeron el comandante Stanisla Voropay (Voropayev) y el comisario político Symon Krayevsky. El 23 de marzo sus combatientes dieron un fuerte golpe a los falangistas en Lérida (se distinguieron los combatientes Mizyurko y Leonchuk).
Desde julio hasta septiembre de 1938 la compañía participaba en feroces batallas en el frente catalán (aragonés), como reflejo de aquello, el 2 de septiembre hubo siete ataques fascistas. En las batallas cayeron los comandantes Jan Gashek e Ivan Gritsuk, soldados Mykhailo Lytvyn y Pavlo Ivanovych. Poco después en las Batallas del Ebro fueron matados los redactores Shyster y Yuri Velykanovych, quien después de la muerte de Shyster tomó su puesto (Velykanovych fue matado el 4 de septiembre de 1938).
El 28 de octubre en Barcelona se celebró una marcha de despedida de las brigadas internacionales. Los españoles y catalanes dotaron flores a los voluntarios ucranianos que salían de España y los glorificaban como sus héroes. La compañía se hizo famosa como una de las más eficientes: siempre se adhirió a la regla "Busque al enemigo", realizó frecuentes incursiones y contraataques, y luchó hábilmente contra los tanques.

## Homenaje
En la URSS, los soldados internacionales fueron reconocidos como héroes que cumplieron con su deber internacional. En 1982 en Leópolis pusieron un monumento a Yuri Velykanovych como el comandante de la compañía. Además una calle recibió el nombre de Velykanovych (renombrada por los autoridades en 1991 después de conseguir la independencia). En esa calle, precisamente, había una escuela en la que se enseñaba profundamente el idioma castellano.
En mayo de 2015, los vándalos cortaron la cabeza de la estatua. El monumento fue desmantelado para su restauración, y luego regresó a su lugar. Por la noche, el 2 de diciembre de 2017, los miembros de una agrupación neonazi arrojaron la escultura al suelo, dibujaron en el pedestal el lema "¡Abajo el comunista!" y dejaron la firma de su banda.

## Combatientes famosos

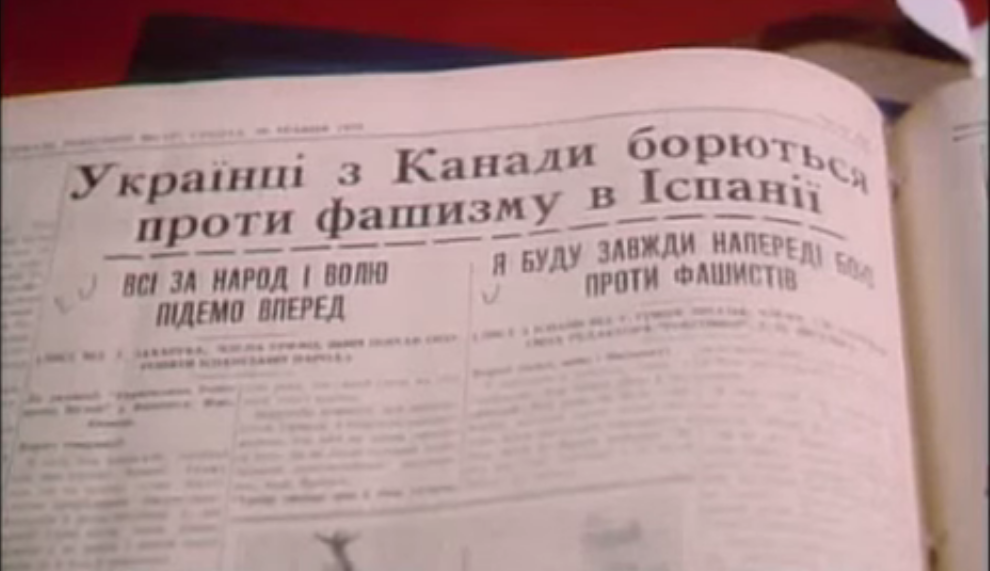
El artículo en un periódico canadiense sobre los ucranianos de Canadá quienes luchan contra el fascismo en España.

### Comandantes
- Mikalai Dvornikau (Stanislav Tomashevych)
- Stanislav Voropay (Voropayev)
- Symon Krayevsky
- Ivan Gritsuk
- Pavlo Ivanovich (subcomandante)

### Comisarios políticos
- Nazar Demyanchuk ("Sargento Siradz")

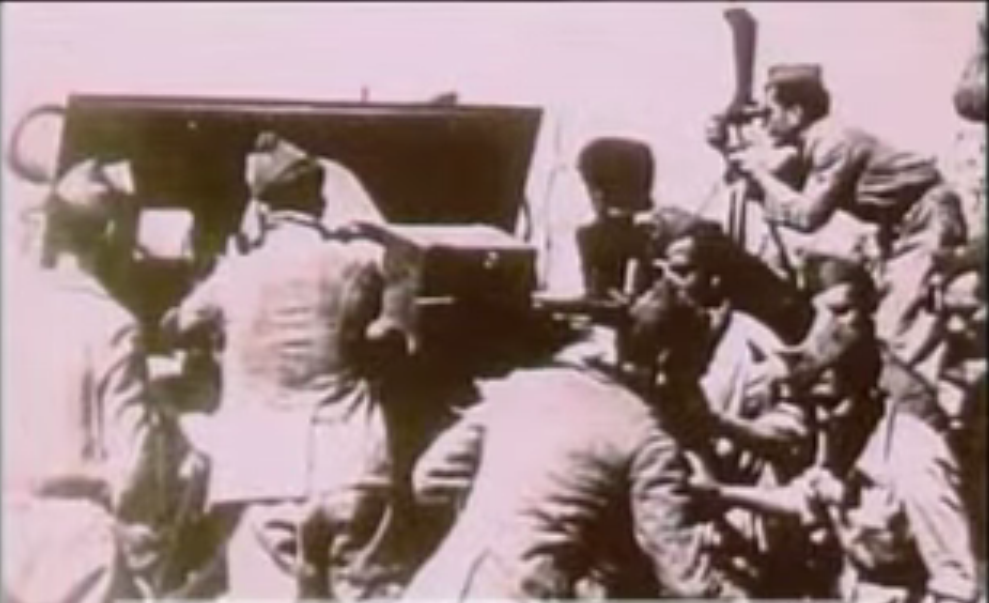
Los combatientes en sus posiciones durante una batalla.

- Policarp Krayevsky

### Soldados ordinarios
- Vasyl Lozovy
- Yosyp Konovalyuk
- Valentyn Pavlusevich
- Yosyp Petrash
- Dmytro Zakharuk
- Mykhailo Lytvyn